# SOR TNS 12
A SOR TNS 12 cseh gyártású, alacsonypadlós, 12 méter hosszú trolibusz, amelyet a SOR Libchavy cég készít a  Cegelec, Rail Electronics CZ és a Škoda Electric vállalatokkal együttműködésben. A TNS 12 trolibusz karosszériáját a Škoda Electric is használja a Škoda 32Tr trolibuszok gyártásához.

## Története és fejlesztés
A SOR TNS 12 trolibusz kifejlesztését és gyártását a SOR Libchavy 2000-es évek közepén kezdte el, hogy válaszoljon a fenntartható közlekedési megoldások iránti keresletre. A jármű tervezésénél kiemelt figyelmet fordítottak az alacsony energiafogyasztásra, a környezetbarát üzemeltetésre és a kényelmes utazási környezet biztosítására.Az alacsonypadlós konstrukciónak köszönhetően könnyen hozzáférhető a mozgáskorlátozott személyek számára is.

## Kialakítás és kényelem
A trolibusz külső és belső kialakítása is a modern városi közlekedési igényekhez lett optimalizálva. Az utastér tágas, jól megvilágított, alacsony padlóval rendelkezik, ami elősegíti a gyors beszállást és kiszállást. Az utasok kényelmét légkondicionáló, korszerű fedélzeti információs rendszerek és USB töltők biztosítják. A trolibusz emellett az akkumulátorok segítségével akár a felső vezeték nélküli üzemeltetésére is képes, így lehetőséget ad a forgalmas, vezetékek nélküli területek átszelésére.

## Használat és alkalmazás
A trolibuszokat Csehországban Brnóban és Jihlavában használják, de a modell sikerét követően több más európai országban is forgalomba helyezték őket. Szlovákiában Pozsonyban 11 db és Eperjesen 4 db üzemel, Bulgáriában Szlivenben és Ruszéban állították forgalomba.
A Szegedi Közlekedési Társaság négy darab SOR TNS 12 trolibuszt szerzett be és állított üzembe 2024-ben.